# 塔莎·丹弗斯
塔莎·丹弗斯（英語：Tasha Danvers，1977年9月19日—），英国女子田径运动员。她曾代表英国参加2000年和2008年夏季奥林匹克运动会田径比赛，其中2008年奥运会获得一枚铜牌。